# Игнатов, Николай Иванович
Никола́й Ива́нович Игна́тов (род. 13 мая 1956, Дмитриевское, Тульская область) — российский военачальник. Начальник штаба — первый заместитель командующего Воздушно-десантными войсками Российской Федерации (февраль 2008 — май 2019). Герой Российской Федерации (1993), генерал-лейтенант (2006).

## Биография
Родился 13 мая 1956 года в селе Дмитриевское Заокского района Тульской области, РСФСР, СССР.
С 1974 по 1976 год проходил срочную службу в 337-м парашютно-десантном полку 104-й гвардейской воздушно-десантной дивизии.
В 1980 году окончил Рязанское высшее воздушно-десантное командное училище имени Ленинского комсомола, где командовал после выпуска взводом, ротой, батальоном курсантов.
После окончания в 1990 года Военной академии имени М. В. Фрунзе служил в должностях заместителя командира и командира полка, заместителя командира воздушно-десантной дивизии.
7 октября 1993 года гвардии подполковнику Игнатову Николаю Ивановичу присвоено звание Героя Российской Федерации за мужество и героизм, проявленные при участии в вооруженном противостоянии в Москве в октябре 1993 года.
В 1998—1999 гг. командовал отдельной воздушно-десантной бригадой в составе Межнациональных сил ООН по поддержанию мира в Боснии и Герцеговине. В 1999 г. принимал участие в марш-броске на Приштину.
В 2001 г. после окончания Военной академии Генерального штаба Вооруженных Сил РФ полковник Игнатов назначен помощником командующего ВДВ по воспитательной работе. В 2002—2005 гг. командовал 7-й гвардейской воздушно-десантной дивизией.
Указом Президента России от 3 июня 2005 года назначен заместителем командующего Воздушно-десантными войсками.
Указом Президента России от 6 февраля 2008 года назначен начальником штаба — первым заместителем командующего Воздушно-десантными войсками.
Во время отсутствия командующего, временно исполнял обязанности командующего Воздушно-десантными войсками России по должности.
В мае 2019 года освобождён от должности и уволен из Вооружённых сил по достижении предельного возраста пребывания на военной службе.

## Награды
- Герой Российской Федерации (7 октября 1993 года) — за мужество и героизм, проявленные при выполнении специального задания[1]
- Орден «За военные заслуги»
- Орден Почёта
- Орден «За личное мужество»
- Медаль 70 лет Вооруженных Сил СССР
- Медаль Жукова
- Медаль «Участнику марш-броска 12 июня 1999 г. Босния — Косово»
- Медаль «За укрепление боевого содружества»
- Медаль «За отличие в военной службе» I степени
- Медаль «За безупречную службу» II и III степени
- Медаль «200 лет Министерству обороны»
- Медаль 70 лет создания Воздушно-десантных войск СССР
- Медаль 80 лет ВДВ. Никто. кроме нас
- Медаль Десантное братство 1 степени
- Медаль НАТО «За службу в бывшей Югославии»